# 198592 Antbernal
198592 Antbernal este un asteroid din centura principală de asteroizi.

## Descriere
198592 Antbernal este un asteroid din centura principală de asteroizi. A fost descoperit pe 3 ianuarie 2005 la Begues de José Manteca. Asteroidul prezintă o orbită caracterizată de o semiaxă mare de 2,82 ua, o excentricitate de 0,06 și o înclinație de 7,2° în raport cu ecliptica.